# Hélène Bonafous-Murat
Pour les articles homonymes, voir Murat.
Hélène Bonafous-Murat, née Goarzin le 29 mars 1968 à Lesneven (Finistère), est  une romancière et experte en estampes anciennes et modernes.

## Biographie
Ancienne élève du Lycée Chateaubriand de Rennes, puis de l'École normale supérieure de Fontenay-Saint-Cloud, agrégée d’anglais, elle est l’autrice d’une thèse sur Walter Scott (De l’idéal à l’organique ; La Représentation de l’Histoire dans les romans écossais de Walter Scott, 1995), soutenue à l'Université Paris 3.

## Œuvres
Elle est l’autrice de six romans à suspense et à teneur historique, tous en lien avec sa réflexion et son regard sur l'art :
- Morsures, éditions Le Passage, 2005 (prix Alain-Fournier 2006 ; prix du Premier Roman du Rotary Club International ; Prix du Salon du Livre de Sablet ; Prix des Bibliothèques du Vaucluse). L'intrigue tourne autour de la découverte d'une gravure inconnue de Jacques Bellange et se déroule dans le milieu de l'Hôtel Drouot.
- Échafaudage, éditions Le Passage, 2007
- L’Ombre au tableau, éditions Le Passage, 2009 (prix François Mauriac 2010, médaille de bronze, décerné par l'Académie française à un jeune auteur)
- Avancez masqués, éditions Le Passage, 2018
- La Caravane du pape, éditions Le Passage, 2019 (Prix du Roman des spiritualités d’aujourd’hui 2020 ; David de l'Expertise 2022, prix décerné par la Confédération européenne des experts d'art)
- Le Jeune homme au bras fantôme, éditions Le Passage, 2021 ; éd. J'ai Lu, 2023